# Noorse Grondwet

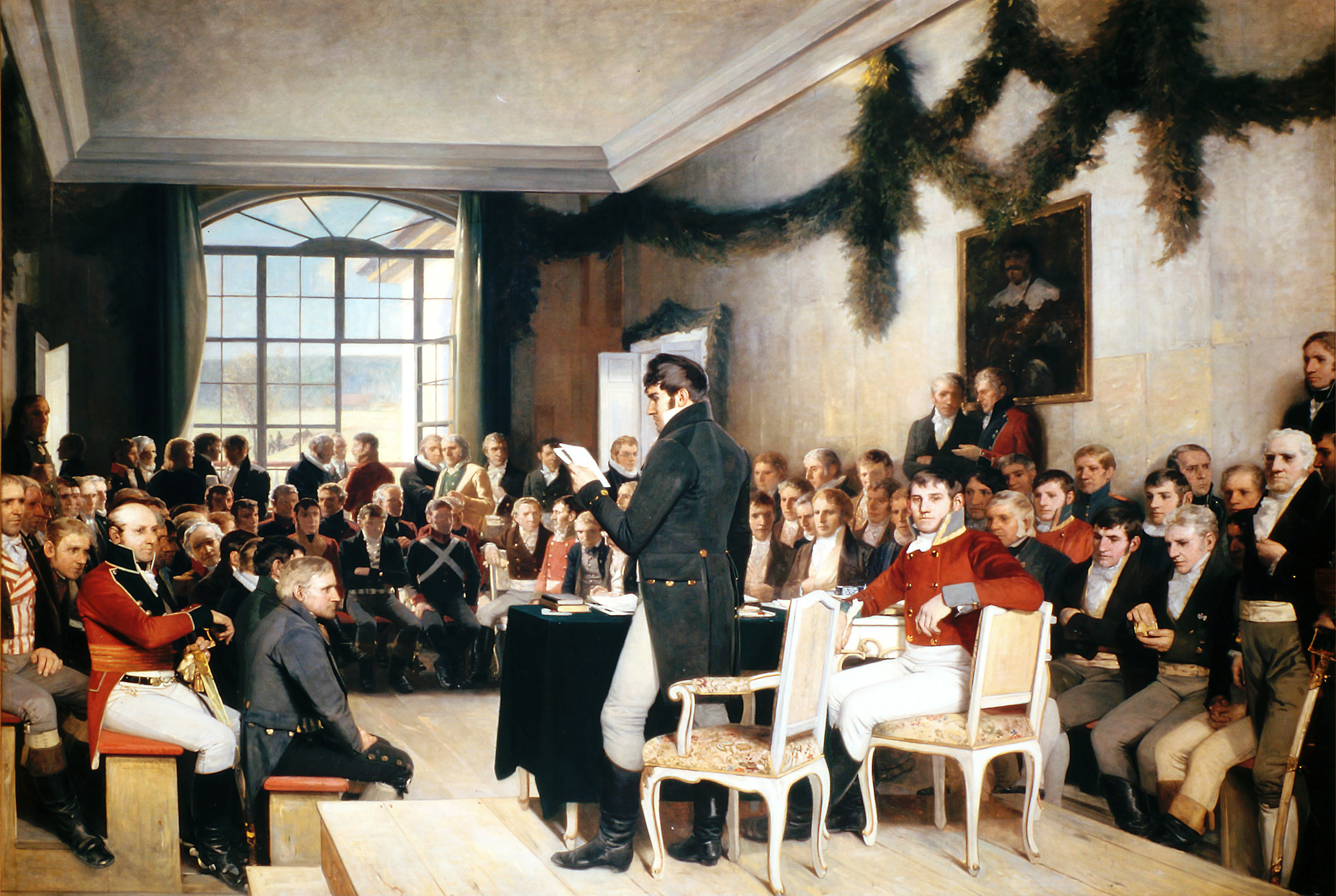
Riksforsamlingen Eidsvoll 1814. Geschilderd door Oscar Wergeland

De Grondwet van het Noorse Koninkrijk (Kongeriget Norges Grundlov) werd voor het eerst aangenomen door de Riksforsamlingen op 17 mei 1814 te Eidsvoll in de provincie Akershus. Die dag, 17 mei, wordt jaarlijks gevierd, het is de Noorse nationale feestdag.
De grondwet was deels geïnspireerd door de Amerikaanse Onafhankelijkheidsverklaring in 1776 en deels door de Franse Revolutie van 1789 en de daarop volgende constituties. Destijds was de Noorse Grondwet een van de meest radicale constituties in Europa. In hetzelfde jaar moest de grondwet overigens aangepast worden omdat Noorwegen op 4 november van dat jaar werd samengevoegd met Zweden.
Die amendementen werden 91 jaar later, op 7 juni 1905, herroepen, nadat Noorwegen de Unie met Zweden had verbroken. De grondwet werd voor het laatst aangepast in 2003. Om het geheel zo consequent mogelijk te houden, worden de amendementen in zeer conservatief Deens-Noors geschreven. De Noorse grondwet stelt nog steeds dat het Luthers protestantisme de staatskerk is.
Toen de vrede teruggekeerd was en het constitutioneel bestuur weer fungeerde na de Tweede Wereldoorlog werd er uitgebreid gedebatteerd over hoe de gebeurtenissen van de afgelopen 5 jaren behandeld moesten worden. Desondanks werden er geen amendementen aangenomen. De grondwet had de vuurdoop goed doorgestaan.
De Grondwet heeft altijd het laatste woord wat recht betreft. Andere paragrafen of bepalingen die hier tegen in gaan, moeten wijken. In de Grondwet worden bepalingen betreffende de staatsvorm, mensenrechten, de wetgevende macht (het Storting), de uitvoerende macht (de regering) en de rechterlijke macht geregeld.

## Ontstaansgeschiedenis

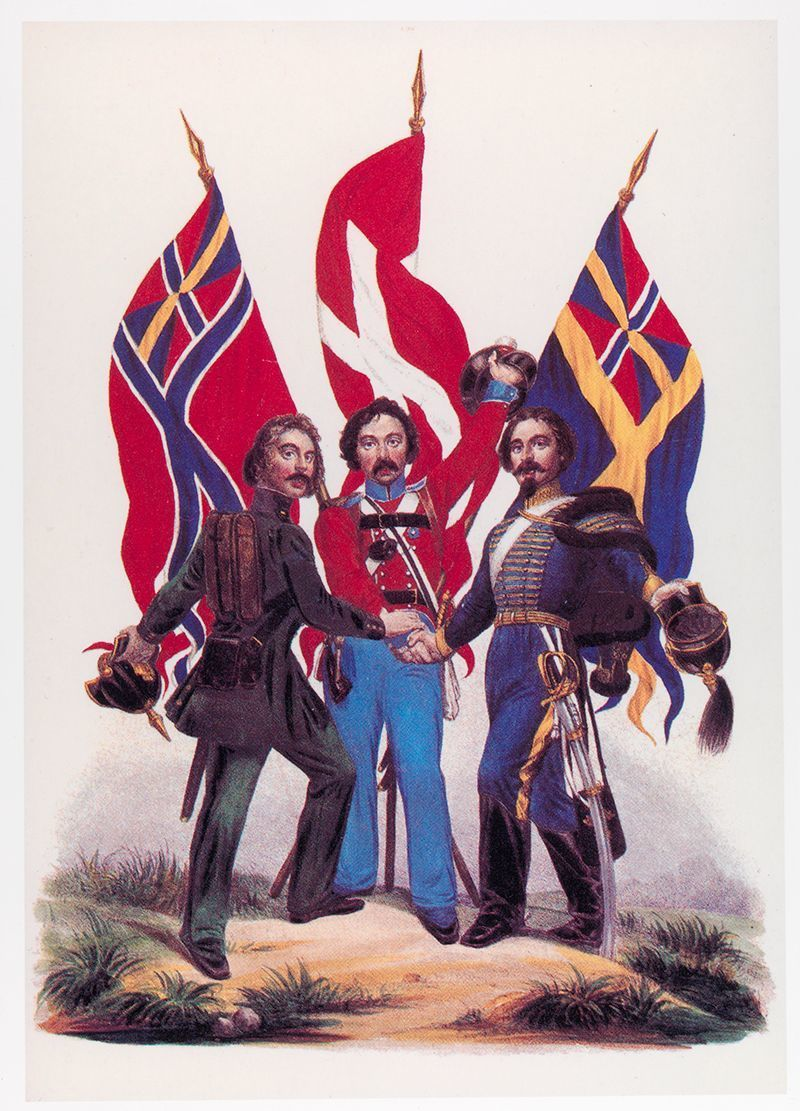
Voorstelling van het Scandinavisme

Van 1380 tot 1814 vormde Noorwegen formeel een unie met Denemarken, maar was praktisch gezien een deel van het Deense koninkrijk. Na de Franse tijd, januari 1814, werd Denemarken gedwongen om Noorwegen af te staan aan Zweden De Deense hoofdcommandant in Noorwegen, Christian Fredrik riep toen een Riksforsamlingen bijeen om zodoende een grondwet tot stand te brengen. De Riksforsamlingen bestond uit 112 gekozen representanten afkomstig uit het zuiden van Noorwegen. Door de grote afstanden was er niemand uit de noordelijke provincies.
Deze representanten kwamen uit de landmacht en de marine (35), uit de steden (25) en uit de agrarische gebieden (52). Ze zijn in te delen in twee hoofdgroepen: De Zelfstandigheidspartij (ongeveer 80 representanten) en de Uniepartij ca. 30). De Riksforsamlingen kwam bijeen te Eidsvoll in de provincie Akershus, ten noorden van de hoofdstad Christiania. 
De hoofdonderhandelingen begonnen op 12 april 1814 en eindigden op 20 mei 1814, nadat de Riksforsamlingen de wet op 17 mei had aangenomen. Twee dagen later werd de grondwet gesanctioneerd door de nieuw gekozen koning, Christian Fredrik die later Christian VIII van Denemarken zou worden. Noorwegen werd echter vrij kort daarna, na de korte Zweeds-Noorse Oorlog gedwongen om een personele unie met Zweden aan te gaan. 
Christian Frederik abdiceerde op 10 oktober conform de conventie van Moss van 14 augustus. Het Storting moest de prille grondwet herzien om de nieuwe unie van 4 november mogelijk te maken. Deze veranderingen werden 91 jaar later teruggedraaid,  toen de unie op 7 juni 1905 werd opgeheven. Deze datum wordt dan ook gezien als het begin van de onafhankelijkheid van het moderne Noorwegen.